# Église Saint-Eusèbe de Saint-Huruge
L'église Saint-Eusèbe de Saint-Huruge est une église située sur le territoire de la commune de Saint-Huruge, dans le département français de Saône-et-Loire et la région Bourgogne-Franche-Comté.

## Protection
L'église fait l'objet d'une inscription au titre des monuments historiques depuis un arrêté en date du 13 mars 1950.

## Historique
Cette église est mentionnée dès les environs de l'an mil, en tant qu'ecclesia in comitatu Matisconensi in villa Bisiaco, in honore sancti Eusebii dicata.
L'une des particularités de cet édifice est de disposer, dans son clocher, de l'une des plus anciennes cloches du diocèse d'Autun, fondue en 1536.

## Description
Elle se caractérise aussi par la variété des matériaux qui constituent le bâti et l’importance de l’opus spicatum dans les deux murs nord et sud (détail indiquant une construction précoce, probablement dès la première moitié du IXe siècle).
L'église dispose de deux chapelles : l'une, au sud, est d'origine seigneuriale (XVe siècle) et l'autre, au nord, a été ajoutée en 1872.

## Mobilier
Le chœur dispose d'un retable avec tabernacle (et monstrance en partie supérieure) en bois doré de la première moitié du XVIIIe siècle (classé MH en 1979), restauré en 1998 par Bernard Delaval, doreur et sculpteur à la feuille d'or de Chapaize (les statuettes qui ornaient jadis les niches encadrant le tabernacle, qui représentaient saint Eusèbe, saint Claude et une Vierge à l'Enfant, ont été volées en 1975).
Une autre curiosité de l'église est une belle Nativité du XVIIe siècle, tableau installé au niveau de l’arc triomphal du chœur, face à un second tableau de la même période représentant la Vierge à l’Enfant.

## Culte
Édifice consacré du diocèse d'Autun relevant de la paroisse Saint-Louis-entre-Grosne-et-Guye (siège à Saint-Gengoux-le-National) – qui en est affectataire au titre de la loi de 1905 –, l'église de Saint-Huruge est un lieu de culte catholique.